# Та марбута
Та марбута (араб. تاء مربوطة‎‎‎‎‎; та̄’ марбӯт̣а) — позаабеткова арабська літера. Має вигляд га з двома крапками зверху. Займає лише кінцеву позицію, числового значення не має. 

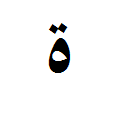
Ізольована форма літери

Свою назву ця літера отримала тому, що вона є графічним варіантом звичайного та, яке має назву та мамдуда «розтягнуте т» ت: якщо з'єднати кінці «розтягнутого т», ми отримаємо та марбуту.
Та (ت) в арабській мові (як і загалом у семітських мовах) є одним із основних показників жіночого роду. При цьому в дієсловах використовують та мамдуда (ت), а в іменах — та марбута. Оскільки та марбута займає лише кінцеву позицію, то ця літера має дві форми: неприєднану — ة (наприклад: كُرَةٌ «м'яч, куля») та приєднану —
ـة (наприклад: بَدْلَةٌ «костюм»). Якщо зліва до та марбути приєднується інша літера, то та марбута перетворюється на та мамдуду, наприклад: بَدْلَتُهُ «його костюм».
У неарабських жіночих іменах цю літеру заміняє аліф. Під час мовлення та марбута звучить як [t], а наприкінці виразу — як [h]. (Принаймні, так воно є у формальній вимові, наприклад, у деяких декламаціях Корану. На практиці це [h] зазвичай упускають.)

## В юнікоді
| Юнікод         | U+0629                    |
| Ім'я в юнікоді | ARABIC LETTER TEH MARBUTA |
| HTML           | &#1577;                   |
| ISO 8859-6     | 0xc9                      |